# Mandibola (entomologia)
In entomologia la mandibola è un'appendice pari e, in genere, simmetrica dell'apparato boccale degli Insetti. Secondo alcuni autori deriva dalla differenziazione del primo somite dello gnatocefalo. Morfologicamente rappresenta il secondo paio delle appendici boccali (dopo il labbro superiore).

## La mandibola nell'apparato boccale tipo
Nell'apparato boccale masticatore tipo le mandibole si inseriscono fra il labbro superiore e prima delle mascelle, articolandosi con uno o due condili sul margine laterale della cavità orale (ipostoma); marcate differenze possono comunque presentarsi, nei vari ordini, in relazione all'articolazione di queste appendici con il resto del capo. 
Ogni mandibola si presenta di forma subpiramidale, generalmente tozza negli insetti fitofagi, più o meno sottile e spesso arcuata nelle forme predatrici. Eventuali rilievi o conformazioni particolari sono presenti secondo la funzione svolta da queste appendici, così come può variare il movimento reciproco. Nella maggior parte degli insetti ad apparato boccale masticatore, le mandibole sono utilizzate come organo di masticazione, preposto perciò alla triturazione dell'alimento o, nelle forme carnivore, anche come organo di presa (funzione raptatoria). 
In alcuni insetti possono ridursi fino alla completa atrofia oppure, in altri, svilupparsi in modo abnorme fino a diventare veri e propri organi di difesa o di offesa. In quest'ultimo caso si riscontra spesso un dimorfismo di casta (es. i soldati delle termiti) o sessuale (es. i maschi del cervo volante).